# Metacleocnemis borgmeyeri
Metacleocnemis borgmeyeri är en spindelart som beskrevs av Cândido Firmino de Mello-Leitão 1929. 
Metacleocnemis borgmeyeri ingår i släktet Metacleocnemis och familjen snabblöparspindlar. Inga underarter finns listade i Catalogue of Life.